# 俄语的元音弱化

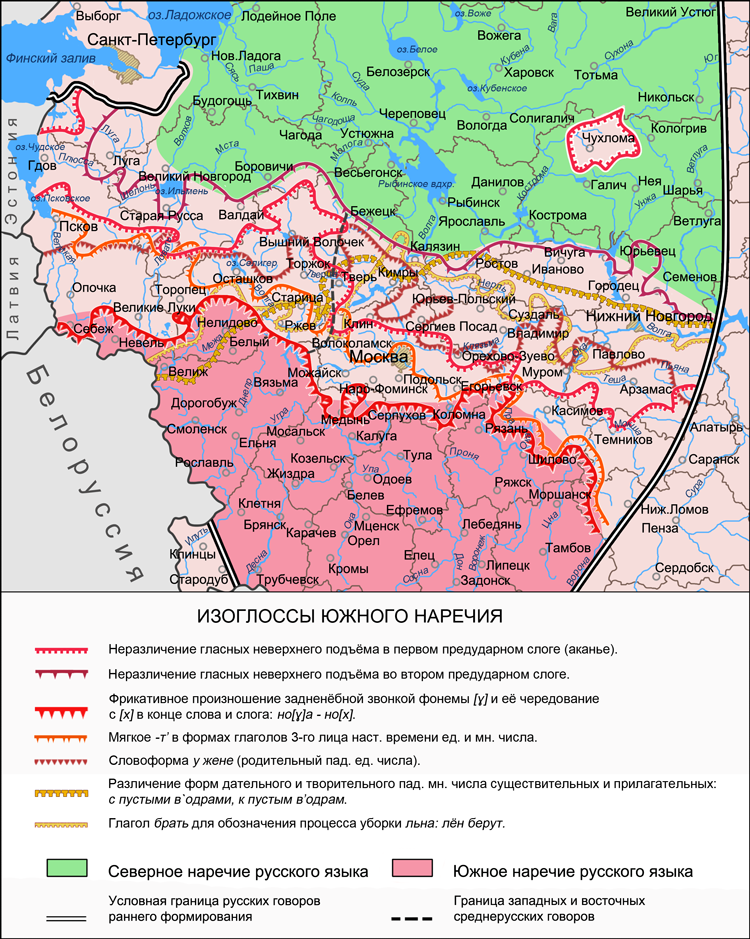
南俄語方言之同言線.

俄语的元音弱化普遍存在于俄语的各种方言中，不同方言的元音弱化规则各有不同。
俄语有5个元音。在重读音节上，当两个（或者更多）的元音连在一起时，会形成双元音（或复元音）。许多方言里面，元音/a/和/o/在非重读音节上会弱化为/ɛ/或/ʌ/，而非重读的元音/e/在不与元音/i/相连时发音其音位会更靠近中央。除了这种与音位有关的弱化以外，还有一些弱化与元音的开闭有关。比如，闭元音/i/和/u/有时会弱化为次闭元音，使得像этап（舞台）读音从[iˈtap]变成[ɪˈtap]，мужчина（男子）从[muˈɕːinə]变成[mʊˈɕːinə]。
值得一提的是，俄语正寫法并没有充分反映出元音弱化情况，这使得一些俄语初学者对音形间的差异感到困惑。

## 后元音
除了北方俄语方言、科斯特罗马方言、卡卢加方言和沃洛格达方言，俄语使用者都有把非重读的/a/和/o/弱化的倾向。这两种弱化分别叫做a音化（俄语：аканье）和o音化（俄语：оканье），依照以下规则进行：
- 跟随在非颚化辅音（硬辅音）后时，这两个元音都弱化为[ə]或[ɐ][2]：前者用于重音后的音节，后者用于重读音节前的音节[3]。[4]例如：паром [pɐˈrom]（渡轮）、облако [ˈobləkə]（云）、трава [trɐˈva]（草）。
  - 当词语中出现字母组合<аа>、<ао>、<оа>或者<оо>时，这些组合通常会读作[ɐ.ɐ]，即两个分开、但间距很小的[ɐ]。例如：соображать（考虑，动词未完成体不定式）读作[sɐ.ɐ.brɐˈʐatʲ].[4]。
  - 含有<о>、<а>的前置词与后面的词语连读时都需要弱化。例如：под морем [pɐˈd‿morʲɪm]（在海面下），на обороте [nɐ.ɐbɐˈrotʲɪ]（在反面，在背面）。
- 跟随在咝音（另有不规范的称呼为“唏音”）字母、颚化辅音（软辅音）或/j/后的/o/和/a/会弱化为/i/（/o/在此时会写作<е>或<ё>）[5]。例如：жена [ʐɨ̞ˈna]（妻子），язык [jɪˈzɨk]（语言）

值得注意的是，某些后缀里的不一定参与弱化。在这些后缀里，跟随在软辅音或/j/后的/o/和/a/不会弱化为/i/（/o/在此时同样会写作<е>或<ё>）。比如поле（田野，中性名词单数第一格）与поля（田野，中性名词单数第二格）读音不同。
这种弱化方案存在以下3种特殊情况：
1. . 外来词中的/o/不一定参与弱化，而是否需要弱化要看/o/是否跟随在另一个元音后。比如радио [ˈra.dʲɪ.o]（词源：Radio，无线电）[6]，词尾的<о>跟随在<и>后，因此既没有弱化，也没有软化；又例如фото（词源：foto/photo，照片），词尾的<о>处于非重音音节，而且并非跟随在一个元音字母的后面，因此弱读为[ə]。[7]
2. . 某些词语中跟随在咝音字母后的字母<а>会读作/i/，但这个现象并不普遍。例如часы（钟表，名词，单复数同形）读作чиысы，площадь（广场，阴性名词第一格）读作площидь。[8]
3. . 一些数词第三格形式里面的字母组合“дцати”中的字母<а>发/i/音，比如двадцати, [dvə.tsɨˈtʲi]（20）。[9]

## 前元音
俄语的前元音弱化现象叫做。理论上，非重读音节中的/e/会被读作/i/。由于/i/有多种音位变体（实际使用何种音位变体取决于是否重读音节以及前后是否有软辅音），非重读音节中的/e/实际上可能有多种读音。例如：семена（种子，复数名词第一格）读作[sʲɪmʲɪˈna]，цена（价格，阴性名词第一格）读作[tsɨ̞ˈna]。
值得注意的是，对于字母<е>的弱化，即，不仅把/e/读作/i/这一种，还有/e̱/——一个稍短促的/e/。弱化后的<e>比<и>稍含糊一点，含糊的程度足以区分这两个音。例如придать（补给上……、增加，动词完成体不定式）[prʲɪˈdatʲ]读起来是可以与предать（出卖、背叛，动词完成体不定式）[prʲe̱ˈdatʲ]清楚区分的。
有些能使用多种语言的的俄语使用者，会受到其他语言的影响而把/e/弱化为/ɛ/等其他音。（参见語碼轉換）

## 字母Я的弱化
字母Я的弱化叫做。字母Я在重读音节前通常会弱化为/ɪ/，比如пятьдесят（数词，50）的重音在最后一个<я>上，因此前一个<я>读作<и>；但有时重读音节后的也会这样弱化，比如девять（数词，9）的重音在<е>上，后面的<я>也要读作<и>。
在莫斯科东部的一些地方，尤其是梁赞州，在其方言里<я>并不弱化，甚至非重读音节里的/ɪ/会被读作/a/——这恰好与аканье规则相反。比如несли读作[nʲasˈlʲi]而非[nʲɪsˈlʲi])。
以下是一首俄语打油诗，这首诗充分地说明了яканье现象：
| 原文              | 标准俄语口音            | 梁赞地区口音            | 汉语大意                |
| А у нас в Рязани  | [ɐ u nəs vrʲɪˈzanʲɪ]    | [a u nəs vrʲaˈzanʲə]    | 这里是梁赞，            |
| пироги с глазами. | [pʲɪrɐˈɡʲɪ z ɡlɐˈzamʲə] | [pʲɪˈroɡʲɪ z ɡlaˈzamʲə] | 这里的水果派上有双眼睛: |
| Их едят,          | [ɪxʲ jɪˈdʲat],          | [ɪxʲ jaˈdʲætʲ],         | 当你吃派的时候，        |
| а они глядят.     | [ɐ ɐˈnʲi ɡlʲɪˈdʲat]     | [ə aˈnʲi ɡlʲaˈdʲætʲ]    | 眼睛会看着你。          |
上面这首打油诗除了说明了яканье现象以外，还说明了梁赞口音里动词第三人称现在时词尾的/t/会读作软音/tʲ/。

## 延伸阅读
- Hamilton, William S., , Slavica Publishers, 1980
- Sussex, Roland, , W. Bright  (编),  1st, New York: Oxford University Press, 1992.